# 藤井英二郎
藤井英二郎（ふじい えいじろう、1951年3月13日 - ）は、千葉大学名誉教授。日本庭園学会会長など歴任。千葉大学園芸学部緑地・環境学科環境植物学講座環境植栽学研究室を主宰していた。専門は造園学、環境植栽学。一般社団 法人日本造園建設業協会全国造園デザインコンクール審査員など。
経歴等は参照。著書はにあるものの他、『街路樹が都市をつくる――東京五輪マラソンコースを歩いて』『続・街路樹が都市をつくる――東京五輪マラソンコースを歩いて』（岩波書店刊行）など。「農村空間の構造と特性に関する緑地学的研究」で日本造園学会賞受賞。